# Liste der denkmalgeschützten Objekte in Pfafflar
Die Liste der denkmalgeschützten Objekte in Pfafflar enthält die 5 denkmalgeschützten, unbeweglichen Objekte der Gemeinde Pfafflar.

## Denkmäler
| Foto |                 | Denkmal | Standort                                     | Beschreibung | Metadaten |
| ---- | --------------- | --- | -------------------------------------------- | --- | --- |
| ja   | Datei hochladen | Almenensemble Ebele HERIS-ID: 66704 Objekt-ID: 79612 TKK: 24628, 24627                                                                                       | Boden 7, 8 Standort KG: Pfafflar             | Die zweigeschoßigen, längsgeteilten Einhöfe mit Satteldach stammen im Kern vermutlich aus dem 16. Jahrhundert. Es handelt sich um Rundholzblockbauten mit ausgestrichenen, weiß getünchten Fugen und senkrecht verschalten Giebelfeldern. Der Wohnteil ist über einen Eckflurgrundriss erschlossen, der Stall über die Firstseite. Im Inneren finden sich Rauchküchen mit Holzgewölbe und Rauchabzug. | BDA-Hist.: Q38114100 Status: Bescheid Stand der BDA-Liste: 2025-06-30 Name: Almenensemble Ebele GstNr.: 3459/2, .304, .305, .306                                                                                           |
| ja   | Datei hochladen | Kath. Filialkirche Kaplaneikirche hl. Josef, Friedhof m. Kapelle HERIS-ID: 55306 Objekt-ID: 63910 TKK: 33495, 60974, 33496                                   | Boden Standort KG: Pfafflar                  | Die Kirche in Boden wurde nach Plänen von Johann Anton Falger anstelle einer aus dem 18. Jahrhundert stammenden Kapelle erbaut und 1864 geweiht. Der schlichte Bau besteht aus einem dreijochigen Langhaus, einem polygonalen Chor und einem 1844 neu errichteten Turm mit hohem Pyramidendach und Sakristeianbau. Der einheitlich gestaltete stichkappentonnengewölbte Innenraum ist mit Schablonenmalerei an Wänden und Gewölben und einer neuromanischen Ausstattung versehen. Die Glasfenster wurden 1963 von Josef Widmoser geschaffen. Der Friedhof um die Kirche wurde in der ersten Hälfte des 19. Jahrhunderts errichtet und ist von einer niedrigen Umfassungsmauer umgeben. Es finden sich teils aufwändig gestaltete, schmiedeeiserne Kreuze und an der Kirchenfassade Votivtafeln für Verunglückte aus dem 19. Jahrhundert. Die Aufbahrungskapelle wurde 1975 errichtet. | BDA-Hist.: Q889442 Status: § 2a Stand der BDA-Liste: 2025-06-30 Name: Kath. Filialkirche Kaplaneikirche hl. Josef, Friedhof m. Kapelle GstNr.: .286, 3703 Kaplaneikirche Boden                                             |
| ja   | Datei hochladen | Kaplaneikirche Unsere Liebe Frau Maria Schnee, Friedhof mit Friedhofskapelle und Kriegerkapelle HERIS-ID: 66645 Objekt-ID: 79553 TKK: 33501, 33502, 33503, … | gegenüber Bschlabs 31a Standort KG: Pfafflar | Die Kirche in Bschlabs wurde 1639 erbaut und 1648 geweiht. 1770/1780 wurde der Kirchturm neu errichtet, 1857 die Sakristei angebaut. An das Langhaus mit steilem Satteldach schließt ein eingezogener polygonaler Chor mit Sakristeianbau und mächtigem Turm mit oktogonalem Aufbau und Zwiebelhelm an. Die Fassaden sind mit barocken Fresken des hl. Christophorus und der Beweinung Christi gerstaltet. Das Innere ist mit einer flachen Stichkappentonne mit Stuckprofilen und einer Doppelempore auf Pfeilern gegliedert. Das Fresko der Maria Immaculata im Chorgewölbe stammt aus dem 19. Jahrhundert und wird Josef Förg zugeschrieben. Die Friedhof um die Kirche wurde wie diese 1648 geweiht und beherbergt teils aufwändig gestaltete schmiedeeiserne Kreuze. In die Umfassungsmauer des Friedhofs integriert sind ein Nischenbildstock aus der zweiten Hälfte des 19. Jahrhunderts mit Grabtafeln sowie ein Nischenbildstock aus dem ersten Drittel des 20. Jahrhunderts, der als Kriegerdenkmal dient und in der Nische das Relief eines Gefallenen mit einem Engel zeigt. | BDA-Hist.: Q64512539 Status: § 2a Stand der BDA-Liste: 2025-06-30 Name: Kaplaneikirche Unsere Liebe Frau Maria Schnee, Friedhof mit Friedhofskapelle und Kriegerkapelle GstNr.: .346 Kaplaneikirche Maria Schnee, Bschlabs |
| ja   | Datei hochladen | Almanlage Almdorf Gleck HERIS-ID: 66703 Objekt-ID: 79611 TKK: 115666, 115668, 115674, …                                                                      | nördlich Bschlabs 29 Standort KG: Pfafflar   | Die Gebäude der Almsiedlung oberhalb des Weilers Egg stammen vermutlich aus dem 16. und 17. Jahrhundert. Von ursprünglich rund 20 Gebäuden hat sich ein Ensemble aus sechs Stallungen erhalten. Diese sind annähernd gleich in Rund- oder Kantblockbauweise und mit schindelgedeckten Pfettendächern ausgeführt. Die Traufseiten sind parallel zum Tal angeordnet, der Zugang erfolgt jeweils von der Firstseite. | BDA-Hist.: Q38114099 Status: § 2a Stand der BDA-Liste: 2025-06-30 Name: Almanlage Almdorf Gleck GstNr.: .118, .121, .123, .127, .128/2, .129, .131, .132, .134, 2310/1826 Almdorf Gleck                                    |
| ja   | Datei hochladen | Wegkapelle hl. Martin HERIS-ID: 66685 Objekt-ID: 79593 TKK: 24631                                                                                            | Standort KG: Pfafflar                        | Die Wegkapelle auf einem Hügelrücken östlich des Gröbertales wurde vermutlich Ende des 19. Jahrhunderts errichtet. Der zweijochige turmlose Mauerbau mit Satteldach, rundbogigen Wandöffnungen und polygonal geschlossenem Chor weist einen gewölbten Innenraum auf. | BDA-Hist.: Q64512540 Status: § 2a Stand der BDA-Liste: 2025-06-30 Name: Wegkapelle hl. Martin GstNr.: .254 |